# Piano Recital: Teatro La Fenice, Venezia
Piano Recital: Teatro La Fenice, Venezia ist ein Jazzalbum von Sun Ra. Die am 24. November 1977 im Teatro La Fenice in Venedig entstandenen Aufnahmen erschienen 2003 auf Leo Records/Golden Years of New Jazz.

## Hintergrund
Piano Recital: Teatro La Fenice, Venezia gehört in die Reihe der wenigen Soloalben von Sun Ra, die mit den Aufnahmen 1966 für Monorails and Satellites (1973) begann. Es ist eines der seltenen Solo-Klavierkonzerte des Bandleaders vor einem venezianischen Publikum. Im selben Jahr hatte Ra bereits für Paul Bleys Label Improvising Artists zwei Soloalben eingespielt, Solo Piano - Volume 1 und St. Louis Blues: Solo Piano (erschienen 1992). Mit Aurora Borealis (El Saturn 1980), Solo Piano at WKCR, 1977, Solo Keyboards, Minnesota 1978 und Haverford College 1980 Solo Piano (sämtlich erschienen 2019) setzte Ra diese Reihe von Soloalben und -konzerten fort. Auf dem Album Piano Recital: Teatro La Fenice, Venezia bot Ra neben eigenen Kompositionen aus seinem Arkestra-Repertoire seine sehr persönlichen Interpretationen von Standards wie Take the “A” Train und St. Louis Blues, notierte François Couture, neben einer kompletten Neukomposition von Fats Wallers Honeysuckle Rose.

## Titelliste
- Sun Ra: Piano Recital: Teatro La Fenice, Venezia (Leo / Golden Years of New Jazz GY 21)[2]
  1. Free Improvisation, 4:57
  2. Blues, 4:33
  3. Love in Outer Space, 5:15
  4. Outer Spaceways Inc., 6:55
  5. Take the “A” Train (Billy Strayhorn), 4:12
  6. St. Louis Blues (W. C. Handy), 4:26
  7. Penthouse Serenade (When We’re Alone) (Val Burton / Will Jason), 5:52
  8. Angel Race, 3:57
  9. Free Improvisation, 4:07
  10. Honeysuckle Rose (Andy Razaf / Fats Waller), 7:20
  11. Friendly Galaxy/Spontaneous Simplicity, 7:36
- Wenn nicht anders vermerkt, stammen die Kompositionen von Sun Ra.

## Rezeption
Nach Ansicht von Richard Cook und Brian Morton, die das Album in The Penguin Guide to Jazz mit drei Sternen auszeichneten, sei dies als Aufführung in der Tat sehr gut und trage erheblich zu der bemerkenswert kleinen Sammlung von Sun-Ra-Klaviersoloaufnahmen bei. Es gebe ein paar freie Improvisationen, unauffällig, außer dass sie seine kompositorischen Verfahren beleuchten würden, meist repetitive Strukturen, die viel Bewegung kaschieren; man fragt sich, ob einige der sogenannten amerikanischen Minimalisten jemals auf Sun Ras Aufnahmen geachtet haben. Seine Versionen von Take the  “A” Train und St. Louis Blues seien hervorragend, aber das wahre Highlight sei eine solide Dekonstruktion von Honeysuckle Rose, die am Ende wie eine andere Melodie klingen lasse.
François Couture verlieh dem Album in AllMusic vier Sterne und schrieb, auch wenn die Tonqualität etwas enttäuschend sei, klinge Sun Ras Klavierspiel gut eingefangen und detailliert, aber fast vollständig in den linken Stereokanal gesteckt. Sun Ra würde eine temperamentvolle Darbietung voller Einfallsreichtum bieten. Die Art und Weise, wie er die Melodie von Honeysuckle Rose dehne und die Basslinie zu einer Melodie entwickle, die er für sich beanspruchen könnte, sei einfach bemerkenswert. Der Mitschnitt enthalte auch ein paar freie Improvisationen und Schlüsselkompositionen von Sun Ra wie Love in Outer Space, Outer Spaceways Inc., Friendly Galaxy und Angel Race, bei denen man Ra leise den Refrain singen höre. Launisch und gleichzeitig mitteilungsbedürftig in seinem Spiel würde Sun Ra eine großzügige Darbietung geben, in der Art, die man von ihm erwarte. Ohne das Arkestra, das ihn bei seinen Weltraumreisen vorantreibt, nehme er sich mehr Zeit, um in Erinnerungen zu schwelgen und sich selbst zu unterhalten.